# Lemery, Iloilo

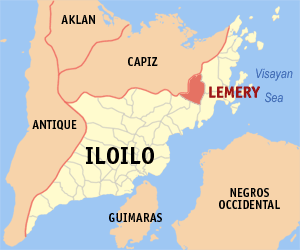
Bản đồ Iloilo với vị trí của Lemery

Lemery là một đô thị hạng 4 ở tỉnh Iloilo, Philippines. Theo điều tra dân số năm 2000 của Philipin, đô thị này có dân số 23.546 người trong 4.665 hộ.

## Các đơn vị hành chính
Lemery được chia ra 31 barangay.
| - Agpipili - Alcantara - Almeñana - Anabo - Bankal - Buenavista - Cabantohan - Capiñahan - Dalipe - Dapdapan - Gerongan | - Imbaulan - Layogbato - Marapal - Milan - Nagsulang - Nasapahan - Omio - Pacuan - Poblacion NW Zone - Poblacion SE Zone | - Pontoc - San Antonio - San Diego - San Jose Moto - Sepanton - Sincua - Tabunan - Tugas - Velasco - Yawyawan |